# El satélite chiflado
El satélite chiflado es una película en blanco y negro de Argentina dirigida por Julio Saraceni sobre el guion de Máximo Aguirre que se estrenó el 5 de julio de 1956 y que tuvo como protagonistas a Los Cinco Grandes del Buen Humor, Beba Bidart, José Comellas, Ethel Rojo, Jorge de la Riestra y Pascual Nacaratti. Fue la última película del grupo.

## Sinopsis
Mientras hacen una gira por América Central los Grandes del Buen Humor son confundidos con voluntarios para un viaje espacial y se enredan con unos espías.

## Reparto
- Rafael Carret ... Pato
- Jorge Luz ... Jorge
- Zelmar Gueñol ... Zelmar
- Guillermo Rico ... Guille
- Beba Bidart ... Lupe Brunelli
- José Comellas ... Robles
- Ethel Rojo ... Lidia
- Jorge de la Riestra ... Coronel Miller
- Pascual Nacaratti
- Jorge Villoldo ... Don Roque
- Carlos Cotto
- Eduardo de Labar
- Raúl Arce
- Eber Lobato
- Nélida Lobato
- Elvira Moreno
- Marga Vernon
- Carlos Bianquet
- Claudio Vernet
- Antonio Soriano
- Héctor Longo
- Carlos Zeballos
- Jorge Roberto Peregrina

## Comentarios
Noticias Gráficas dijo:

”Se repiten las cosas que desde antiguo vienen haciendo en la pantalla y en la radio estos actores.”

Por su parte Crítica opinó:

”Escenografía, vestuario e iluminación integran una paciente tarea que responde más a un exceso de voluntad de los operadores que a los medios de que se dispone habitualmente en los medios locales.”

Sobre el filme Manrupe y Portela escriben:

”…otra vez un argumento que queda minimizado por los chistes. Lo que más llama la atención son los efectos especiales, notables para la época: el cohete y el viaje, incluyendo visita a Saturno, sorprenden por lo bien realizados.”